# Последний самурай (фильм, 2003)
«Последний самурай» (англ. The Last Samurai) — американская приключенческая драма Эдварда Цвика по сценарию Джона Логана. Фильм был выдвинут на 4 премии «Оскар», имеет 15 наград и 39 номинаций.
Фильм является художественной интерпретацией событий, происходивших в Японии во второй половине девятнадцатого столетия, а именно в переломный для Японии момент введения всевозможных модернизаций по западному образцу, веяний из Европы и Америки как по части самого быта, так и по части тактики ведения войны.

## Описание сюжета
Самурай Кацумото, медитируя в деревне, наблюдает видение — белый тигр отбивается от окруживших его загонщиков.
1876 год. Отставной капитан Армии Союза Нэйтан Олгрен зарабатывает на жизнь рекламой винчестеров. Однополчанин, сержант Зебулон Гант отводит его на встречу с японцами и полковником Багли, бывшим командиром Олгрена. Глава делегации министр Омура, заинтересовавшись опытом Олгрена в войне с индейцами, предлагает ему обучать солдат японской императорской армии. Олгрен заявляет Багли, что за деньги готов убивать кого угодно, но готов убить Багли бесплатно, поскольку не может ему простить безжалостные убийства индейских женщин и детей. Олгрен обучает солдат, вчерашних крестьян, но получает приказ выступить против мятежника Кацумото, бывшего учителя императора. Олгрен на деле показывает, что необученные, трусливые крестьяне не готовы к войне, но по приказу командования солдаты выступают в поход.
Отряд углубляется в горы, где его атакует отряд Кацумото. Багли заявляет, что американцы являются некомбатантами и уезжает в тыл, но Олгрен и Зеб остаются с отрядом. Увидев летящую на них конницу Кацумото солдаты разбегаются, погибая как мухи. Олгрен и Зеб сражаются до конца. Самураи окружают Олгрена, но тот отбивается копьем, на знамени которого изображен белый тигр. Самурай Хиротаро добивает раненого Зебулона, затем разоружает Олгрена, но поверженный американец поражает японца обрубком копья в горло. Подъехавший Кацумото вспоминает своё видение и приказывает взять в плен обессилевшего американца. Самураи отправляются в горную деревню Нобутады, сына Кацумото. Приближается зима, и бежать из деревни будет невозможно.
Олгрена помещают в доме Таки, вдовы Хиротаро. Он перезимовывает в деревне, учит японский, обучается владеть мечом, общается с Кацумото, который заинтересовывается дневниками Олгрена. Он приносит извинения Таке за гибель её мужа. Во время праздника группа ниндзя совершает покушение на Кацумото, он защищается вместе с американцем и они спасают друг другу жизнь. Поняв, что за покушением стоит его противник Омура, Кацумото отправляется ко двору. Он возвращает свободу Олгрену. Американец отвергает предложение Омуры возглавить императорскую армию и готовится к отплытию. На совете Омура выступает против Кацумото, солдаты арестовывают бывшего министра, молодой и слабовольный император не препятствует им. Омура приказывает своему подручному убить Олгрена, если он пойдёт к Кацумото, но американец разделывается с убийцами. Охрана приказывает Кацумото совершить самоубийство, но его освобождает Олгрен с самураями, при этом погибает Нобутада. Беглецы уезжают в деревню Кацумото.
Олгрен и Кацумото решают вступить в бой, чтобы заставить императора их услышать. Олгрен надевает доспехи Хиротаро. На поле боя выходят два полка вымуштрованной пехоты с гаубицами и картечницами Гатлинга. После обстрела из гаубиц самураи отходят, Омура посылает полк в общую атаку. Однако солдаты попадают в ловушку, самураи поджигают солому и отсекают полк от основных сил, дают несколько убийственных залпов из луков по толпе солдат и бросаются в атаку. Омура посылает на помощь остаток полка, но его атакует с тыла кавалерия и пехота Кацумото. Разгромленный полк отступает. Кацумото и другие смельчаки садятся на коней и под огнём гаубиц прорубаются через пехоту, пытаясь добраться до самого Омуры. Багли погибает от меча Олгрена. Ужаснувшийся Омура приказывает привести в действие картечницы и самураи погибают под их огнём. Олгрен помогает смертельно раненому Кацумото покончить с собой, императорские солдаты в знак уважения склоняются перед героями.
Олгрен является к императору, который, проявив волю, отказывается заключить договор с США и смещает Омуру. Олгрен отказывается от возвращения в Америку и приходит в деревню к Таке.

## В ролях
| Актёр                      | Роль                       |
| -------------------------- | -------------------------- |
| Том Круз                   | капитан Нэйтан Олгрен      |
| Кэн Ватанабэ               | Морицугу Кацумото          |
| Син Коямада                | Нобутада (сын Кацумото)    |
| Коюки Като                 | Така                       |
| Тимоти Сполл               | журналист Саймон Грэхем    |
| Тони Голдуин               | полковник Багли            |
| Масато Харада              | Омура                      |
| Накамура Ситиносукэ-второй | Император Муцухито         |
| Хироюки Санада             | Юдзи                       |
| Сэйдзо Фукумото            | молчаливый самурай («Боб») |
| Билли Коннолли             | сержант Зебулон Гант       |
| Сюн Сугата                 | самурай Накао              |
| Сатоси Никайдо             | лейтенант                  |

## Исторический фон событий

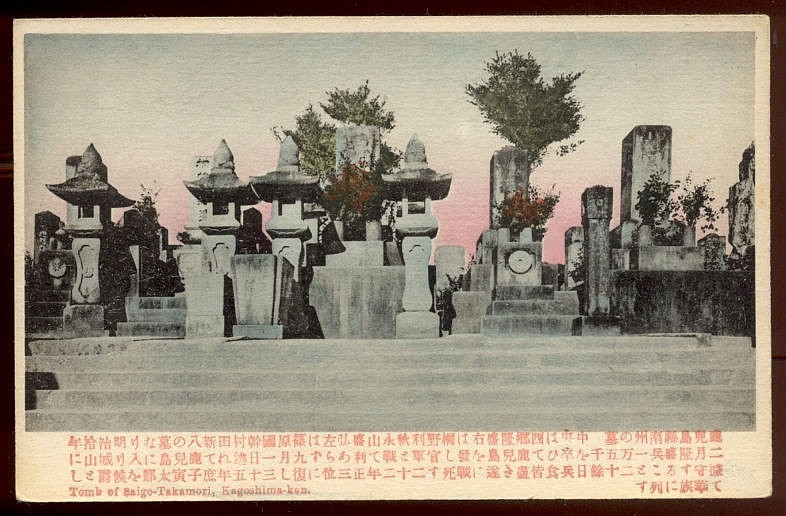
Могила Сайго Такамори и части его боевых соратников в Кагосиме, Япония. Почтовая открытка, около 1910 года.

Начиная с 1868 года традиционализм и закрытость, пронизывавшие весь уклад жизни Японии, претерпели коренные изменения: при императоре Мэйдзи (1852—1912) был взят курс на модернизацию страны и проведение политики «открытых дверей». При этом сословие воинов, существовавшее с VII—VIII веков и на протяжении долгого времени, было отныне лишено своих прежних привилегий. С 1876 года самураям (в Японии их называли «буси») запрещалось носить мечи и традиционные причёски в виде заплетённых в косу и уложенных в тугой узел волос. В 1877 году произошло последнее крупное восстание самураев под предводительством Сайго Такамори (1828—1877) (в фильме он выведен под именем Кацумото — Кэн Ватанабэ), одного из самых видных политических деятелей Японии и лидеров антисёгунского движения и реставрации Мэйдзи (1868—1912).
24 сентября 1877 года состоялось последнее сражение (Битва при Сирояме) сводных сил повстанцев против объединённых императорских сухопутных сил и подразделений морской пехоты (всего 30 000 человек), поддержанных кораблями императорского флота. При соотношении сил 60:1 не в пользу восставших из 400 воинов, которых Сайго Такамори повёл в сражение против императорских войск, в живых осталось около 40 самураев и тяжелораненый Сайго, который сумел совершить ритуальный обряд «харакири». Последние оставшиеся в живых самураи бросились в атаку на правительственные войска, однако все были уничтожены огнём картечниц Гатлинга. Смерть Сайго была окутана многочисленными легендами, некоторые из них его смерть подвергали сомнению, даже предрекали его скорое возвращение. Император Мэйдзи, стремясь не нарушать естественную привязанность населения страны к видному борцу за традиционные ценности и национальные традиции Японии, а также желая объединить нацию, 22 февраля 1889 года признал мужество Сайго и посмертно его помиловал. В Кагосиме, родном городе Сайго Такамори, в память о последнем неустрашимом самурае был установлен памятник (ныне территория центрального городского парка), а сам он и его павшие в сражении воины были захоронены на городском кладбище Нансю (яп. 南洲墓地).
В фильме войсками Японии в последнем сражении против самураев командует Омура, в реальности это был Ямагата Аритомо.

## Награды и номинации
- 2004 — 4 номинации на премию «Оскар»: лучшая мужская роль второго плана (Кэн Ватанабэ), лучшая работа художника-постановщика (Лилли Килверт, Гретчен Рау), лучший дизайн костюмов (Найла Диксон), лучший звук (Энди Нельсон, Анна Бельмер, Джефф Уэкслер)
- 2004 — 3 номинации на премию «Золотой глобус»: лучшая мужская роль — драма (Том Круз), лучшая мужская роль второго плана (Кэн Ватанабэ), лучшая музыка к фильму (Ханс Циммер)
- 2004 — 4 премии «Спутник»: лучшая музыка к фильму (Ханс Циммер), лучшая операторская работа (Джон Толл), лучший монтаж (Виктор Дю Буа, Стивен Розенблюм), лучший дизайн костюмов (Найла Диксон), а также 6 номинаций: лучший фильм — драма, лучшая мужская роль — драма (Том Круз), лучшая мужская роль второго плана — драма (Кэн Ватанабэ), лучшие визуальные эффекты (Джеффри А. Окун), лучшая работа художника-постановщика (Лилли Килверт, Гретчен Рау), лучший звук (Марк П. Стокингер)
- 2004 — номинация на премию Гильдии киноактёров США за лучшую мужскую роль второго плана (Кэн Ватанабэ)
- 2004 — 5 номинаций на премию «Сатурн»: лучший приключенческий фильм, боевик или триллер, лучший режиссёр (Эдвард Цвик), лучшая мужская роль (Том Круз), лучшая мужская роль второго плана (Кэн Ватанабэ), лучший молодой актёр (Соскэ Икэмацу)
- 2003 — премия Национального совета кинокритиков США за лучшую режиссуру (Эдвард Цвик), а также попадание в десятку лучших фильмов года